# Frédéric Herpoel
Frédéric Herpoel (Havré, 16 augustus 1974) is een gewezen Belgische voetbalkeeper. Herpoel werd opgeleid bij RSC Anderlecht en was nadien 10 jaar lang eerste doelman van KAA Gent. Hij sloot zijn carrière in 2010 af bij RAEC Mons. Herpoel kwam in totaal ook 7 keer in actie voor de Rode Duivels.

## Carrière

### Jeugd
Frédéric Herpoel voetbalde voor het bescheiden Havré, een dorp in de buurt van Bergen toen hij in 1988 ontdekt werd door RSC Anderlecht, waar hij als doelman verder werd opgeleid. Met zijn 1m83 was hij zeker niet de grootste doelman, maar hij beschikte over uitstekende reflexen en een professionele ingesteldheid. In geen tijd werkte hij zich in de kijker van het eerste elftal.

### RSC Anderlecht
Reeds vanaf het seizoen 1992/93 mocht Herpoel meetrainen met de A-kern van RSC Anderlecht. Hij was vierde doelman na Filip De Wilde, Peter Maes en Serge Sironval. Na het vertrek van die laatste schoof hij een plaats op. Veel speelkansen kreeg Herpoel als derde keeper niet, hoewel zijn professionalisme trainer Johan Boskamp kon bekoren. Ondanks een rol in de schaduw bleef de jonge doelman RSC Anderlecht trouw. Op de eerste speeldag van het seizoen 1995/96 mocht Herpoel bij paars-wit voor het eerst plaatsnemen onder de lat. Hij verdedigde het doel in de competitiewedstrijd tegen Eendracht Aalst, dat verrassend won met 3-1 na een hattrick van Edwin van Ankeren. Later dat seizoen kwam hij niet meer in actie.
Na het vertrek van Filip De Wilde werd hij de doublure van Geert De Vlieger. Hij mocht in de competitie in totaal 3 keer meespelen en maakte ook zijn Europees debuut. In de terugwedstrijd van de kwartfinale van de UEFA Cup, in het Stadio Giuseppe Meazza, mocht Herpoel in de goal staan tegen Internazionale. Anderlecht verloor het duel met 2-1 na twee goals van Maurizio Ganz.

### KAA Gent
Herpoel dreigde bij Anderlecht nooit eerste doelman te worden en koos voor een vertrek. Boskamp ruilde in de zomer van 1997 Anderlecht in voor KAA Gent. Herpoel volgde in zijn zog. Hij sloot zich aan bij de Buffalo's en volgde meteen Patrick Deman op als vaste keeper. Herpoel toonde zich bij Gent een sobere en secure doelman. Hij was bijna nooit geblesseerd, liep nooit lange schorsingen op en pakte regelmatig punten voor zijn team. Op 21 maart 1998 stond Gent 0-1 achter tegen zijn ex-club Anderlecht. Herpoel rukte mee naar voren in het slot van de partij en scoorde met het hoofd de gelijkmaker.
Herpoel, die ook de aanvoerdersband kreeg, loodste Gent van de middenmoot naar de subtop. In 2000 werd hij met de Buffalo's derde na Anderlecht en Club Brugge. Gent mocht daardoor voor het eerst Europees spelen sinds 1991/92. In de jaren die volgden, zakte Gent enkele plaatsen terug, maar Herpoel bleef op een hoog niveau keepen. In 2004 werd hij in België dan ook verkozen tot Keeper van het Jaar. Hij kreeg van de supporters van Gent ook vier keer op rij de Jean-Claude Bouvy-Trofee.
In 2007 nam de 33-jarige Herpoel, die dat seizoen van op de stip zijn tweede doelpunt had gemaakt, afscheid van KAA Gent. Hij kreeg geen contractverlenging van het bestuur en mocht vertrekken. In precies 10 seizoenen verdedigde hij meer dan 300 keer het doel van de Buffalo's. Hij werd bij Gent opgevolgd door de Serviër Bojan Jorgačević.

### RAEC Mons
De Henegouwer zat enkele maanden zonder club alvorens terug te keren naar zijn geboortestreek. Hij tekende in december 2007 bij eersteklasser RAEC Mons, waar hij aanvoerder Cédric Berthelin naar de bank verdrong en meteen eerste doelman werd. Herpoel werd als nieuwe kapitein een belangrijke pion bij Bergen, dat voortdurend tegen de degradatie streed. In het seizoen 2008/09 kreeg Herpoel heel wat doelpunten om de oren. Bergen zakte naar tweede klasse en de doelman uitte kritiek op het bestuur. Hij werd uit de kern gezet en noemde Bergen nadien "een club van leugenaars".
Herpoel belandde op een zijspoor bij Bergen en zette uiteindelijk een punt achter zijn carrière als voetballer, hoewel hij nog even gelinkt werd aan KV Kortrijk. In 2010 ging hij aan de slag als coach van tweedeprovincialer FC Havré, de club waar hij destijds leerde voetballen. In december 2010 werd hij er ontslagen.

## Statistieken
| Seizoen | Club           | Competitie    | Competitie | Competitie |
| Seizoen | Club           | Competitie    | Wed.       | Dlp.       |
| ------- | -------------- | ------------- | ---------- | ---------- |
| 1992/93 | RSC Anderlecht | Eerste Klasse | 0          | 0          |
| 1993/94 | RSC Anderlecht | Eerste Klasse | 0          | 0          |
| 1994/95 | RSC Anderlecht | Eerste Klasse | 0          | 0          |
| 1995/96 | RSC Anderlecht | Eerste Klasse | 1          | 0          |
| 1996/97 | RSC Anderlecht | Eerste Klasse | 3          | 0          |
| 1997/98 | KAA Gent       | Eerste Klasse | 34         | 1          |
| 1998/99 | KAA Gent       | Eerste Klasse | 34         | 0          |
| 1999/00 | KAA Gent       | Eerste Klasse | 33         | 0          |
| 2000/01 | KAA Gent       | Eerste Klasse | 32         | 0          |
| 2001/02 | KAA Gent       | Eerste Klasse | 32         | 0          |
| 2002/03 | KAA Gent       | Eerste Klasse | 30         | 0          |
| 2003/04 | KAA Gent       | Eerste Klasse | 34         | 0          |
| 2004/05 | KAA Gent       | Eerste Klasse | 32         | 0          |
| 2005/06 | KAA Gent       | Eerste Klasse | 34         | 0          |
| 2006/07 | KAA Gent       | Eerste Klasse | 32         | 1          |
| 2007/08 | RAEC Mons      | Eerste Klasse | 20         | 0          |
| 2008/09 | RAEC Mons      | Eerste Klasse | 30         | 0          |
| Totaal  | Totaal         | Totaal        | 381        | 2          |

## International
Frédéric Herpoel was midden jaren 90 doelman van de Belgische beloften. In 1999 werd hij door bondscoach Robert Waseige voor het eerst opgeroepen voor de Rode Duivels. Het was de eerste van in totaal 39 selecties.
Op 4 september 1999 maakte Herpoel zijn debuut voor de nationale ploeg. België nam het op tegen Nederland. In een knotsgekke partij raakte Philippe Vande Walle al in de eerste helft geblesseerd. Herpoel werd na 40 minuten als zijn vervanger op het veld gestuurd. Het beladen duel eindigde op 5-5.
Waseige nam Herpoel als derde doelman mee naar Euro 2000, dat door België en Nederland georganiseerd werd. Op dat toernooi stond hij in de schaduw van Filip De Wilde en Geert De Vlieger, die hij beiden nog kende van bij Anderlecht. Na het vertrek van De Wilde werd De Vlieger eerste keeper. Herpoel werd zijn doublure en mocht in die rol ook mee naar het WK 2002 in Japan en Zuid-Korea.
Aimé Antheunis werd na het WK bondscoach. In 2004 zocht hij een waardige opvolger voor De Vlieger. Herpoel voelde zich geroepen, maar Antheunis opteerde voor de jonge Silvio Proto. Teleurgesteld in zijn rol als bankzitter nam hij in 2005 afscheid van de nationale ploeg. In totaal mocht hij 7 keer aantreden als Rode Duivel.

### Lijst van interlands
| Nr° | Interland          | Datum            | Uitslag | Speelminuten                                       | Goals | Assists | Geel | Rood |
| --- | ------------------ | ---------------- | ------- | -------------------------------------------------- | ----- | ------- | ---- | ---- |
| 1   | Nederland-België   | 4 september 1999 | 5-5     | 60 (ingevallen in 40e minuut voor Vande Walle)     | 0     | 0       | /    | /    |
| 2   | Griekenland-België | 27 maart 2002    | 3-2     | 45 (ingevallen tijdens de rust voor De Vlieger)    | 0     | 0       | /    | /    |
| 3   | België-Slowakije   | 17 april 2002    | 1-1     | 90                                                 | 0     | 0       | /    | /    |
| 4   | Polen-België       | 21 augustus 2002 | 1-1     | 23 (ingevallen in 67e minuut voor De Vlieger)      | 0     | 0       | /    | /    |
| 5   | Algerije-België    | 12 februari 2003 | 1-3     | 45 (tijdens rust ingevallen voor Geert De Vlieger) | 0     | 0       | /    | /    |
| 6   | België-Frankrijk   | 18 februari 2004 | 0-2     | 45 (tijdens rust ingevallen voor Geert De Vlieger) | 0     | 0       | /    | /    |
| 7   | Duitsland-België   | 31 maart 2004    | 3-0     | 55 (na 55 minuten vervangen door Lemmens           | 0     | 0       | /    | /    |

## Palmares
| Nationaal                |    |                        |
| Belgisch kampioen        | 3x | 1993, 1994, 1995       |
| Beker van België         | 1x | 1994                   |
| Belgische Supercup       | 2x | 1993, 1995             |
| Individueel              |    |                        |
| Keeper van het Jaar      | 1x | 2004                   |
| Fair-Play Prijs          | 2x | 2007, 2008             |
| Man van het Seizoen      | 1x | 2003                   |
| Jean-Claude Bouvy-Trofee | 4x | 2002, 2003, 2004, 2005 |